# درمنه دشتی
درمنه دشتی یا بیابانی به گویش بیابان نشینان «ترخ» شهرت دارد. این گیاه بوته‌ای بسیار معطر، عنصر اصلی و غالب اجتماعات گیاهی در استپهای خشک و نیمه خشک در کشور ایران محسوب می‌شود.
ارتفاع این بوته بین ۳۰ تا ۵۰ سانتیمتر، دارای انشعابات متعدد و متراکم که شکل کپه‌ای را به بوته می‌بخشد. درمنه دشتی از خانواده کاشنیکاسنیان بوده و تمام اندام‌های هوایی گیاه اعم از ساقه، برگها، گل، میوه و بذر دارای عطری بسیار تند و نافذ است. این گیاه در خطوط همباران ۱۰۰ میلی‌متر به بالا به راحتی استقرار می‌یابد.
اغلب در خاک‌های لومی، شنی و لومی رسی ایجاد رویشگاهای وسیعی را می‌نماید. در عرصه‌های استپی بیابان به همراه سایر گونه‌های بیابانی و کم توقع مانند نسی، نتر و علف شور، اجتماعات گیاهی متنوعی را به وجود می‌آورد. این گیاه اگر چه در فصل بهار و تابستان بواسطه بوی عطر بسیار تند آن، مورد استفاده چرای گوسفندان قرار نمی‌گیرد، ولیکن در فصل پاییز و زمستان، زمانی که گیاه غرق در بذر است توسط گوسفندان مورد چرا قرار می‌گیرد. درمنه دشتی از جمله بوته‌های بسیار سازگار به شرایط سخت بیابان محسوب می‌شود که علاوه بر مصارف علوفه‌ای (در مراتع قشلاقی)، بوته‌ای بسیار مقاوم در مقابل فرسایش‌های بادی و نقش ارزنده‌ای را در حفاظت خاک این نقاط بر عهده دارد.
در طی دهه اخیر، اهمیت اکولوژیکی این گونه با ارزش در عرصه‌های بیابانی تا حدودی مشخص شده و مراتع قشلاقی با این گیاه بذرکاری می‌شود. تنها روش تکثیر گیاه توسط بذر است.

## خواص آنتی اکسیدانی گیاه درمنه بیابانی
دانشمندان به تازگی به بررسی گیاه درمنه بیابانی پرداخته و در تحقیقات خود به تأثیر زمان بر روی تغییر میزان مواردی مانند آنتی اکسیدان در آن توجه داشته‌اند.
گیاهان دارویی منبع خوبی از ترکیبات بیولوژیکی فعال فیتوشیمیایی هستند که به عنوان آنتی اکسیدان با رادیکال‌های آزاد مقابله می‌کنند. در این تحقیق بررسی روش‌های مختلف استخراج بر فیتوشیمی، بازده اسانس و عصاره‌های درمنه بیابانی تازه و دو سال مانده Artemisia deserti صورت گرفته‌است.
نتایج به دست آمده نشان داد که قدرت آنتی اکسیدان عصاره‌های متانولی و اتانولی نسبت به قدرت آنتی اکسیدانی اسانس قوی تر هستند که دلیل آن تفاوت در میزان ترکیبات فنلی آن‌ها می‌تواند باشد. قدرت آنتی اکسیدانی و ترکیبات فنلی گیاه درمنه تازه بیشتر از گیاه درمنه دو سال مانده بود.